# GCSAML
GCSAML (англ. Germinal center associated signaling and motility like) – білок, який кодується однойменним геном, розташованим у людей на 1-й хромосомі. Довжина поліпептидного ланцюга білка становить 135 амінокислот, а молекулярна маса — 15 712.
| 10         |  | 20         |  | 30         |  | 40         |  | 50         |
| ---------- |  | ---------- |  | ---------- |  | ---------- |  | ---------- |
| MGNYLLRKLS |  | CLGENQKKPK |  | KGNPDEERKR |  | QEMTTFERKL |  | QDQDKKSQEV |
| SSTSNQENEN |  | GSGSEEVCYT |  | VINHIPHQRS |  | SLSSNDDGYE |  | NIDSLTRKVR |
| QFRERSETEY |  | ALLRTSVSRP |  | CSCTHEHDYE |  | VVFPH      |  |            |

A: Аланін

C: Цистеїн

D: Аспарагінова кислота

E: Глутамінова кислота

F: Фенілаланін

G: Гліцин

H: Гістидин

I: Ізолейцин

K: Лізин

L: Лейцин

M: Метіонін

N: Аспарагін

P: Пролін

Q: Глутамін

R: Аргінін

S: Серин

T: Треонін

V: Валін

Задіяний у такому біологічному процесі, як альтернативний сплайсинг. 